# Vanzelfsprekend
Vanzelfsprekend is een lied van de Nederlandse rapper Kevin. Het werd in 2023 als single uitgebracht en stond in hetzelfde jaar als elfde track op het album Wonderland.

## Achtergrond
Vanzelfsprekend is geschreven door Kevin de Gier en Joey Moehamadsaleh en geproduceerd door Jordan Wayne. Het is een nummer dat past in het genre nederhop. In het lied zingt de artiest over zijn successen en hoe hij er daar mee omgaat. Ook rapt hij over hoe hij na zijn successen met de mensen om hem heen omgaat. 

## Hitnoteringen
De zanger had succes met het lied in Nederland. Het piekte op de 33e plaats van de Single Top 100 en stond twee weken in deze hitlijst. De Top 40 werd niet bereikt; het lied bleef steken op de elfde plaats van de Tipparade.